# Бандикян, Артём Славикович
Арте́м Сла́викович Бандикя́н (род. 20 сентября 2005, Москва) — армянский и российский футболист, полузащитник московского ЦСКА и национальной сборной Армении (до 21 года).

## Клубная карьера
Родился в Москве.
Воспитанник академии московского ЦСКА.
В составе молодёжной команды ЦСКА стал бронзовым призёром Молодёжной футбольной лиги в сезоне 2022/23. В сезоне 2024 стал победителем лиги.
29 марта 2025 года в матче чемпионата России против махачкалинского «Динамо» дебютировал в профессиональном футболе. 
В сезоне 2024/25 с клубом стал бронзовым призёром чемпионата России. Также стал обладателем Кубка России 2024/25.
В составе клуба завоевал Суперкубок России 2025.

## Карьера в сборной
В сентябре 2023 года был вызван в сборную Армении (до 19 лет), за которую провёл 2 матча.
В октябре 2024 года получил вызов в сборную Армении (до 21 года). 15 октября 2024 года сыграл дебютный матч отборочного турнира на Чемпионат Европы 2025 в её составе против сборной Албании (до 21 года).

## Статистика выступлений
| Выступление      | Выступление      | Выступление      | Лига | Лига | Кубки | Кубки | Итого | Итого |
| Клуб             | Лига             | Сезон            | Игры | Голы | Игры  | Голы  | Игры  | Голы  |
| ---------------- | ---------------- | ---------------- | ---- | ---- | ----- | ----- | ----- | ----- |
| ЦСКА (Москва)    | РПЛ              | 2024/25          | 3    | 0    | 0     | 0     | 3     | 0     |
| ЦСКА (Москва)    | РПЛ              | 2025/26          | 2    | 0    | 2     | 0     | 4     | 0     |
| ЦСКА (Москва)    | Итого            | Итого            | 5    | 0    | 2     | 0     | 7     | 0     |
| Всего за карьеру | Всего за карьеру | Всего за карьеру | 5    | 0    | 2     | 0     | 7     | 0     |

## Достижения
ЦСКА (Москва)
- Победитель Молодёжной футбольной лиги: 2024
- Бронзовый призёр чемпионата России: 2024/25
- Бронзовый призёр Молодёжной футбольной лиги: 2022/23
- Обладатель Кубка России: 2024/25
- Обладатель Суперкубка России: 2025
- Итого : 3 трофея